# ليه شنايدر
ليه شنايدر (بالإنجليزية: Les Schneider)‏ هو ضابط أمريكي، ولد في 1939.